# Bang Lamung
Bang Lamung (thai: บางละมุง) er en kystby i provinsen Chonburi i det østlige Thailand. 
I 2014 havde byen en befolkning på 11.324.
Byen ligger ikke langt fra Pattaya som ligger i den østlige del af Bangkokbugten som ligger den nordlige del af Siambugten. Området har en høj økonomisk vækst
Byen er hovedstad i distriktet af samme navn.
Hovedvejen gennem byen er Sukhumvit-vejen.